# (3767) DiMaggio
(3767) DiMaggio es un asteroide perteneciente al cinturón de asteroides, descubierto el 3 de junio de 1986 por Eleanor F. Helin desde el Observatorio del Monte Palomar, Estados Unidos.

## Designación y nombre
Designado provisionalmente como 1986 LC. Fue nombrado DiMaggio en honor al jugador de béisbol estadounidense Joe DiMaggio.